# Ferdinando Facchiano
Ferdinando Facchiano (Ceppaloni, 19 agosto 1927 – Ceppaloni, 10 ottobre 2022) è stato un politico italiano.

## Biografia
Laureato in giurisprudenza, era avvocato di professione.
Nel 1943 faceva parte del Partito d'Azione. Dopo lo scioglimento del partito, aderì al PSDI, di cui divenne in seguito vicesegretario unico.
Dopo essersi candidato alla Camera più volte, venne eletto deputato per il collegio di Benevento nel 1987 e venne confermato nel 1992, ricoprendo in tal modo l'incarico nella X e nella XI legislatura. Tra il 1989 e il 1993 ha ricoperto diversi incarichi ministeriali: Ministro per i beni culturali e ambientali nel governo Andreotti VI; Ministro della marina mercantile nell'Andreotti VII; Ministro per il coordinamento della protezione civile nel governo Amato I.